# Colin Campbell, 1:e baron Clyde
Colin Campbell, född som Colin Macliver 1792 i Glasgow, död 14 augusti 1863 i Chatham i Kent, även känd som baron Clyde, var en skotsk fältherre.

## Biografi
Colin Campbells far var timmerman med efternamnet Macliver, medan modern tillhörde släkten Campbell of Islay. När den unge Colin Macliver 1807 ingick i militärtjänst blev han av misstag kallad Campbell av militärmyndigheterna, och det namnet bar han sedan under resten av sitt liv.

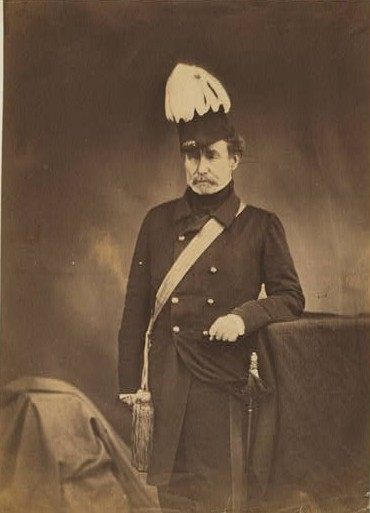
Colin Campbell, här med den plymagerade generalshatten.

Campbell deltog i Spanska självständighetskriget där hans tapperhet, särskilt vid stormningen av San Sebastián 1813, ledde till att han befordrades till kapten samma år. Han deltog i kriget mot Förenta Staterna 1814, och tjänstgjorde i Västindien 1819–1826. Där utmärkte han sig genom att undertrycka ett uppror i Brittiska Guyana samt deltog i Opiumkriget 1842. Trots sina bedrifter gick hans befordran långsamt och han blev utnämnd till överstelöjtnant först 1843.
Efter att ha tjänstgjort som guvernör på Ceylon 1841–1847 tjänade han i Indien 1847–1853, där han utmärkte sig i andra sikhkriget, bland annat som befälhavare för ena flygeln i slaget vid Gujrat 1849. Hans avsikt var nu att ta avsked och återvända hem för att "trygga sina anförvanter mot ekonomiskt betryck", men han övertalades till att ta en bevakningstjänst mot afghanska stammar vid Indiens nordvästliga gräns och lämnade först 1853 aktiv tjänst.
När Krimkriget 1854 utbröt sändes han på nytt i fält, nu som generalmajor och chef för höglandsbrigaden. En stor del av äran av segern vid slaget vid Alma tillskrivs honom och som belöning bad Campbell om att få bära höglandsmössa i stället för plymagerad generalshatt. Han var under vintern 1854–1855 befälhavare i Balaklava och befordrades 1856 till generallöjtnant.
Då underrättelsen om indiska sepoyupproret nådde London den 11 juli 1857 utnämnde  regeringen Campbell som högste befälhavare. Han anlände till Calcutta 13 augusti och blev kvar där till slutet av oktober för att övervaka förstärkningarnas ankomst samt andra förberedelser. Efter denna av vissa kritiserade långa förberedelsetid rörde han sig först mot Cawnpur och sedan mot Lucknow, som undsattes 16–17 november. Campbell lät av försiktighetsskäl den befriade besättningen utrymma staden, en åtgärd som utfördes skickligt men ifrågasattes på flera håll. Först i mars 1858 genomförde den försiktige Campbell det avgörande anfallet på Lucknow, som till slut intogs. Därefter undertryckte han långsamt och metodiskt upprorsrörelsen i Rohilkhand och Oudh. Vid slutet av november 1859 hade lugnet fullständigt återställts i dessa områden.
Campbell återvände hem i juni 1860 och erhöll för sina bedrifter av parlamentet en offentlig tacksägelse och upphöjdes av regeringen till pärsvärdighet (baron Clyde) samt utnämndes 1862 till fältmarskalk.
Campbell avled i Chatham 14 augusti 1863 och begravdes i Westminster Abbey. Själv beskrev han sig som "blott en lyckokrigare". Trots brist på taktisk genialitet lyckades han vinna arméns kärlek genom sin ödmjukhet, omsorg om sina soldaters välbefinnande och imponerande personliga tapperhet.